# Bad Liebenzell
Bad Liebenzell là một thị xã nằm trong thung lũng sông Nagold, phía bắc rừng Đen. 

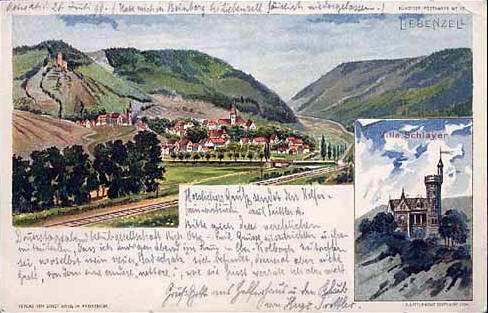
Liebenzell 1899

Bad Liebenzell thuộc huyện Calw. Thị xã có 7 phường: Möttlingen, Unterhaugstett, Monakam, Beinberg, Unterlengenhardt và Maisenbach-Zainen. Đô thị này có diện tích 33,78 km², dân số thời điểm 31 tháng 12 năm 2020 là 9629 người.